# Shangxincheng Xiang
Shangxincheng Xiang (kinesiska: 上新城, 上新城乡) är en socken i Kina. Den ligger i provinsen Yunnan, i den sydvästra delen av landet, omkring 220 kilometer söder om provinshuvudstaden Kunming. Antalet invånare är 23 249. Befolkningen består av 10 967 kvinnor och 12 282 män. Barn under 15 år utgör 28,0 %, vuxna 15-64 år 66 %, och äldre över 65 år 5,0 %.
Genomsnittlig årsnederbörd är 1 375 millimeter. Den regnigaste månaden är juli, med i genomsnitt 278 mm nederbörd, och den torraste är februari, med 22 mm nederbörd.